# Alcalà de Xivert
Alcalà de Xivert là một đô thị trong tỉnh Castellón, Cộng đồng Valencia, Tây Ban Nha. Đô thị Alcalà de Xivert có diện tích 167,56 km², dân số theo điều tra năm 2010 của Viện thống kê quốc gia Tây Ban Nha là 7860 người. Đô thị Alcalà de Xivert nằm ở khu vực có độ cao 155 mét trên mực nước biển.